# 薩格港
薩格港是美国纽约州薩福克縣東漢普頓的一个村庄，根据2010年的人口普查其人口数为2169人。

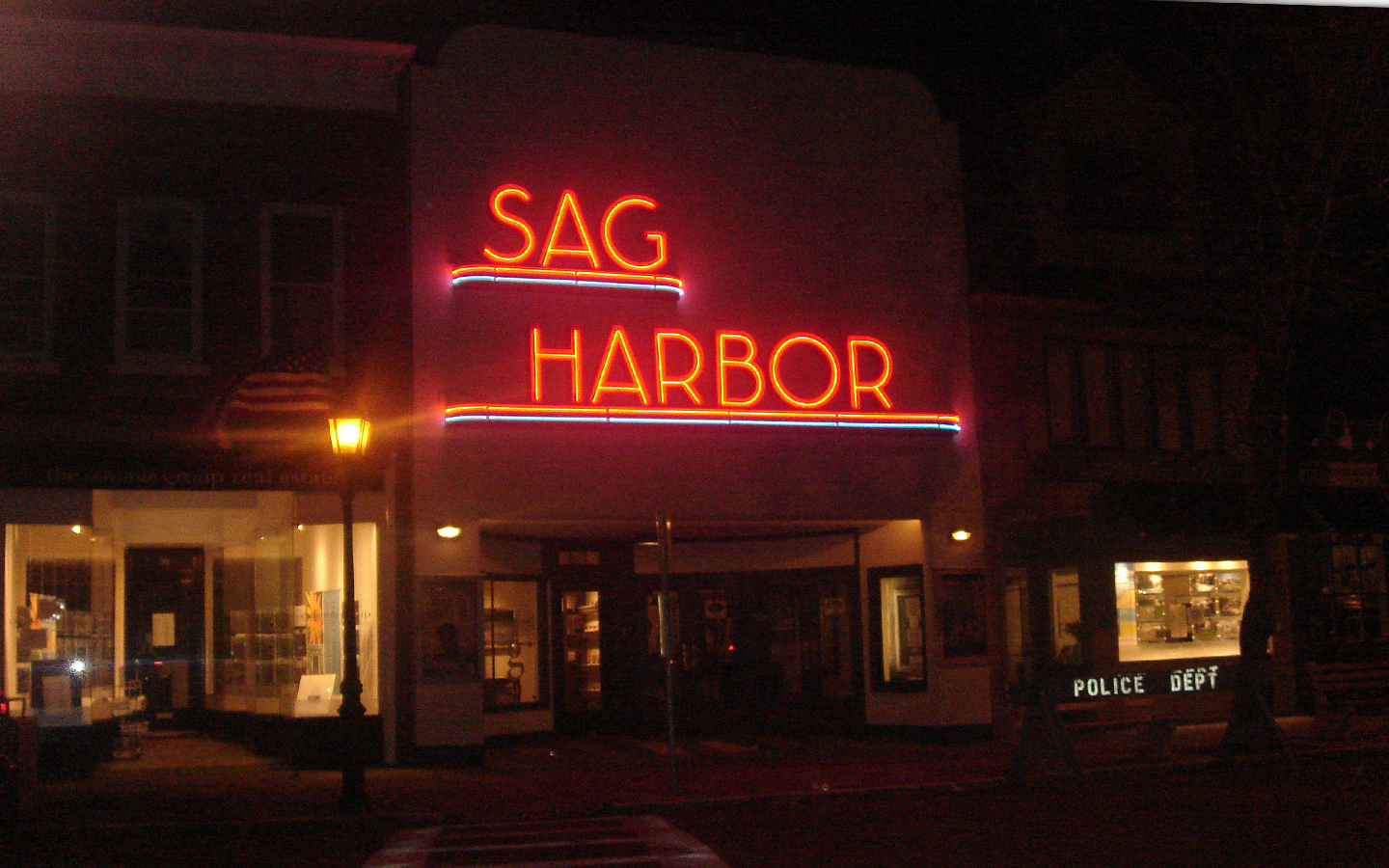
薩格港电影院

薩格港的捕鲸村和作家村被列入國家史蹟名錄。

## 历史

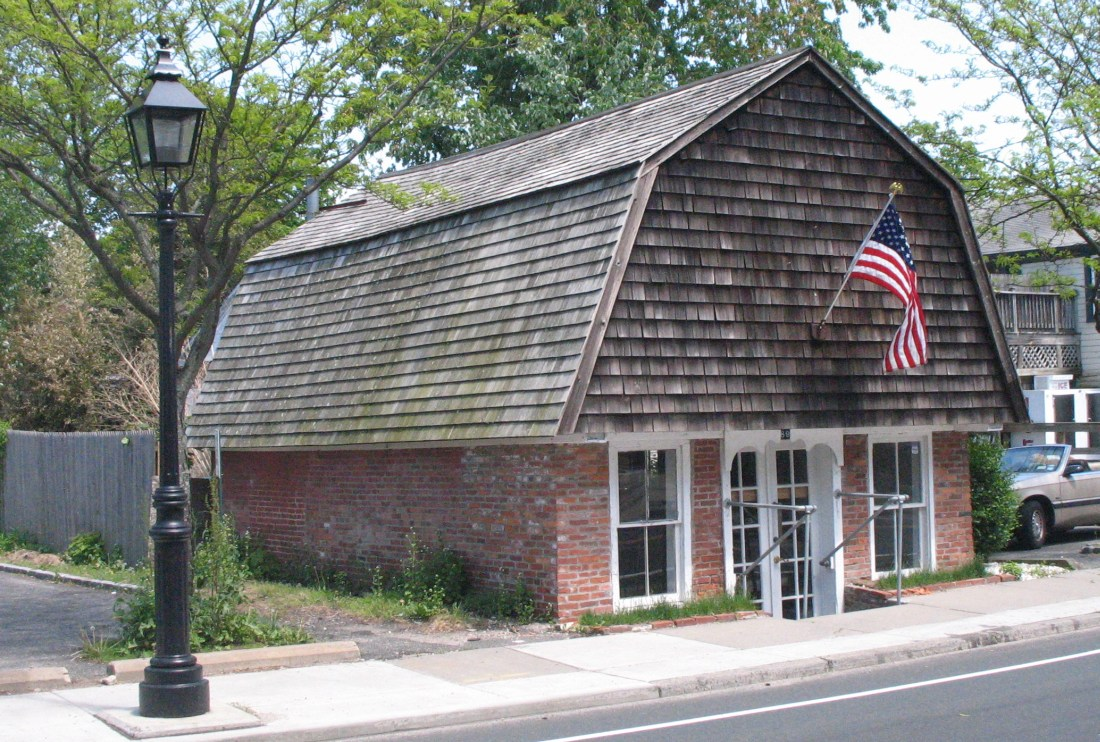
薩格港最老的房子雨伞房。在美国革命期间英军驻扎在这里，在1812年战争中它被炮火击中

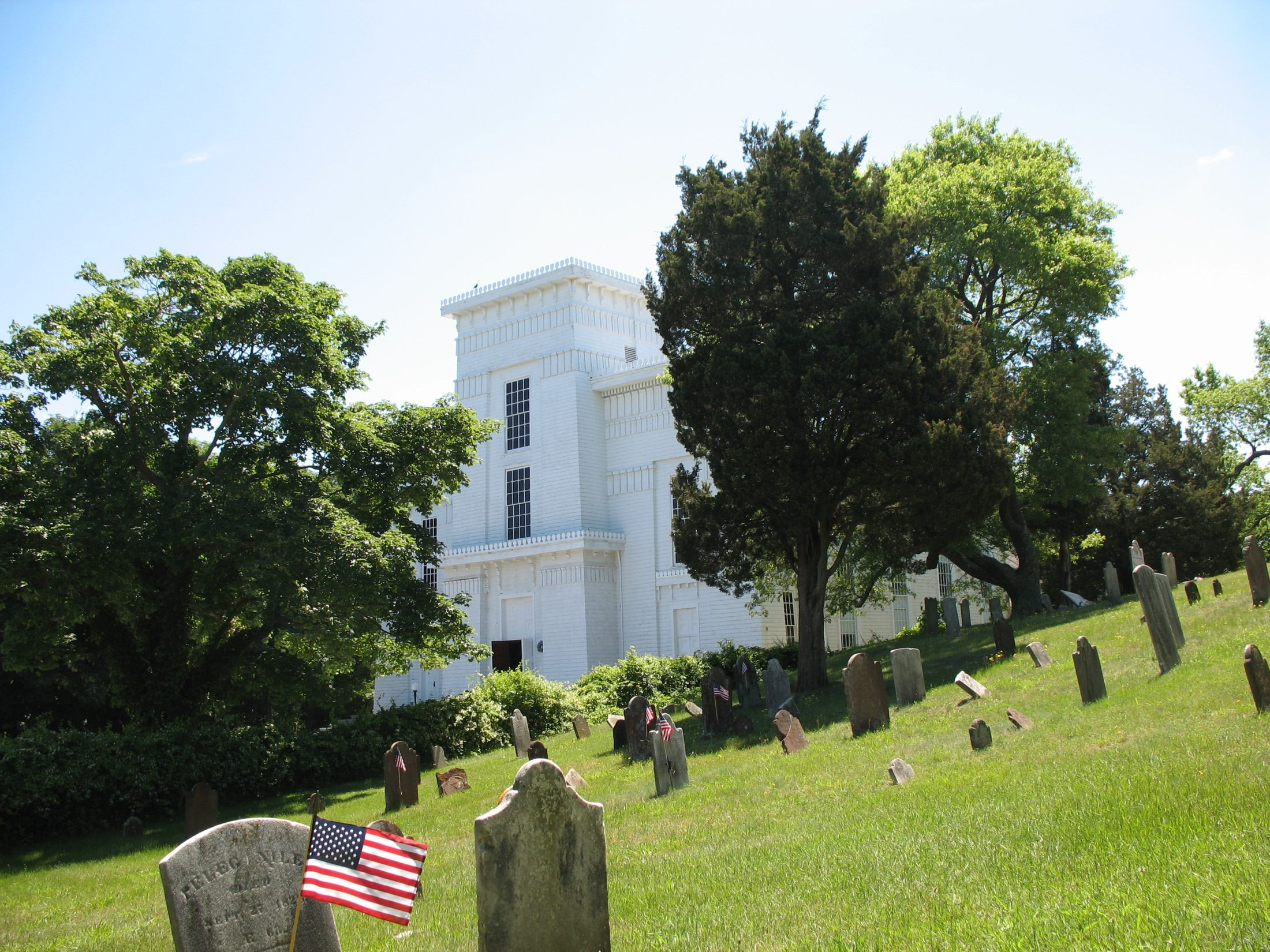
老捕鲸人教堂和老墓地。1938年飓风时教堂的尖顶坠落

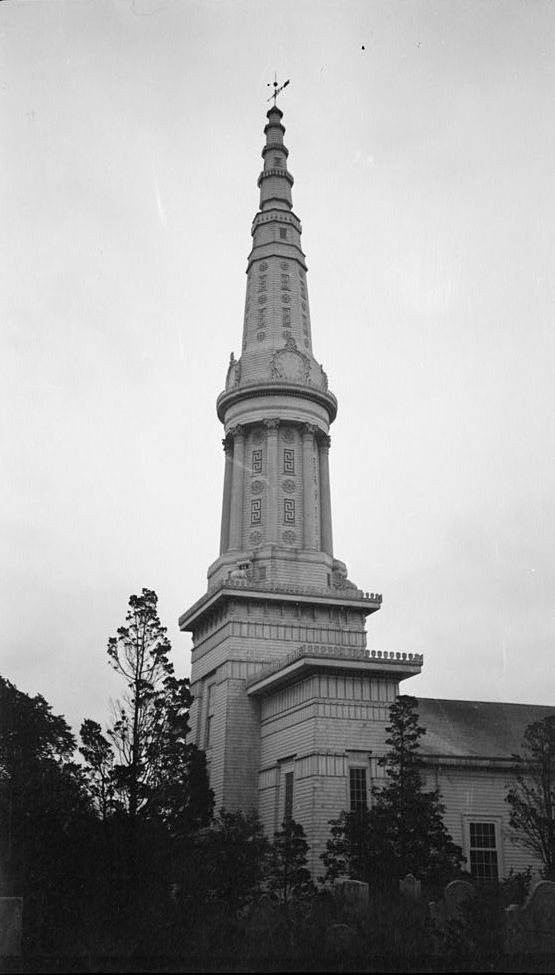
1938年前的老捕鲸人教堂

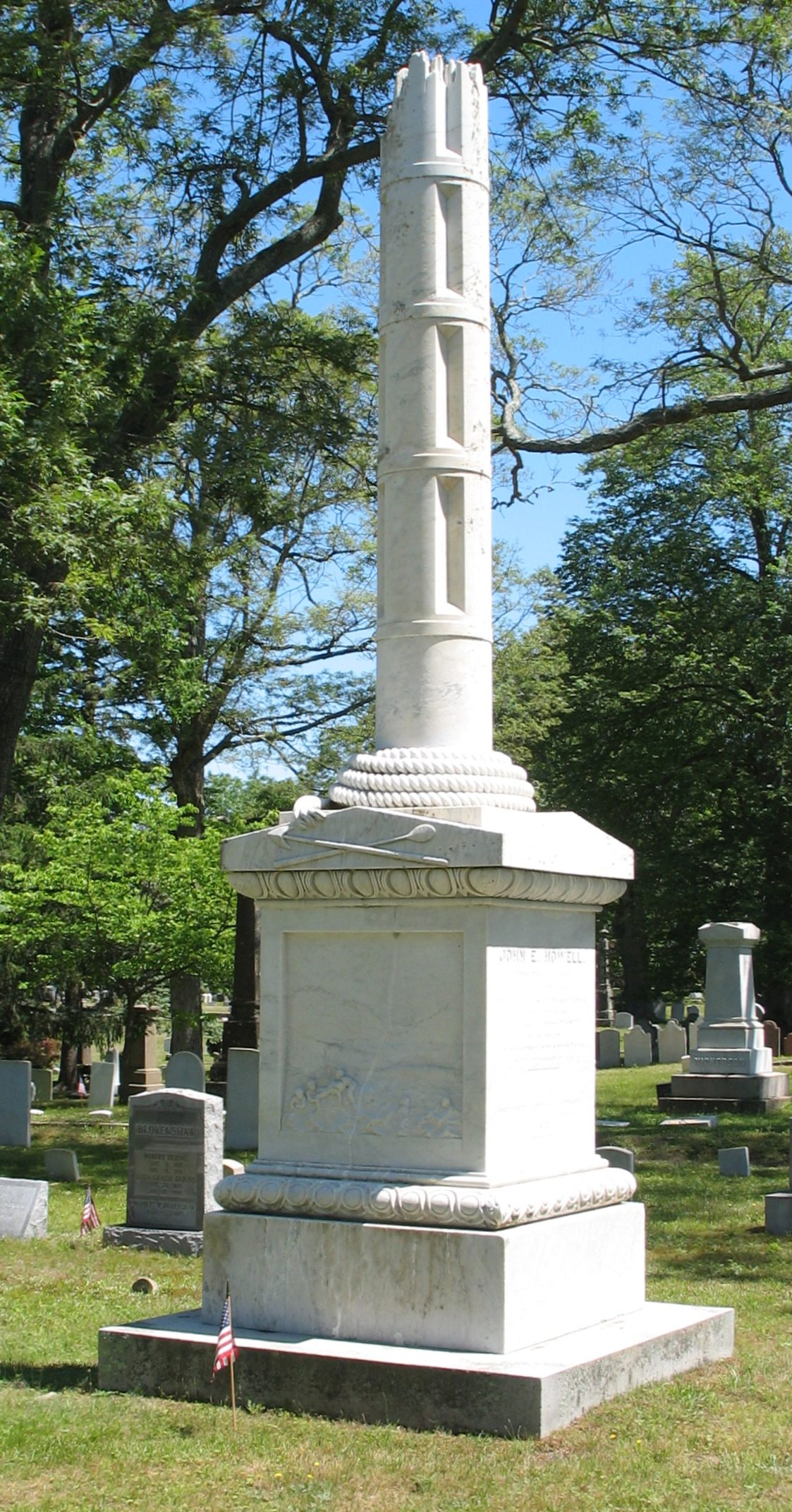
断桅纪念碑纪念所有在海里丧生的捕鲸人

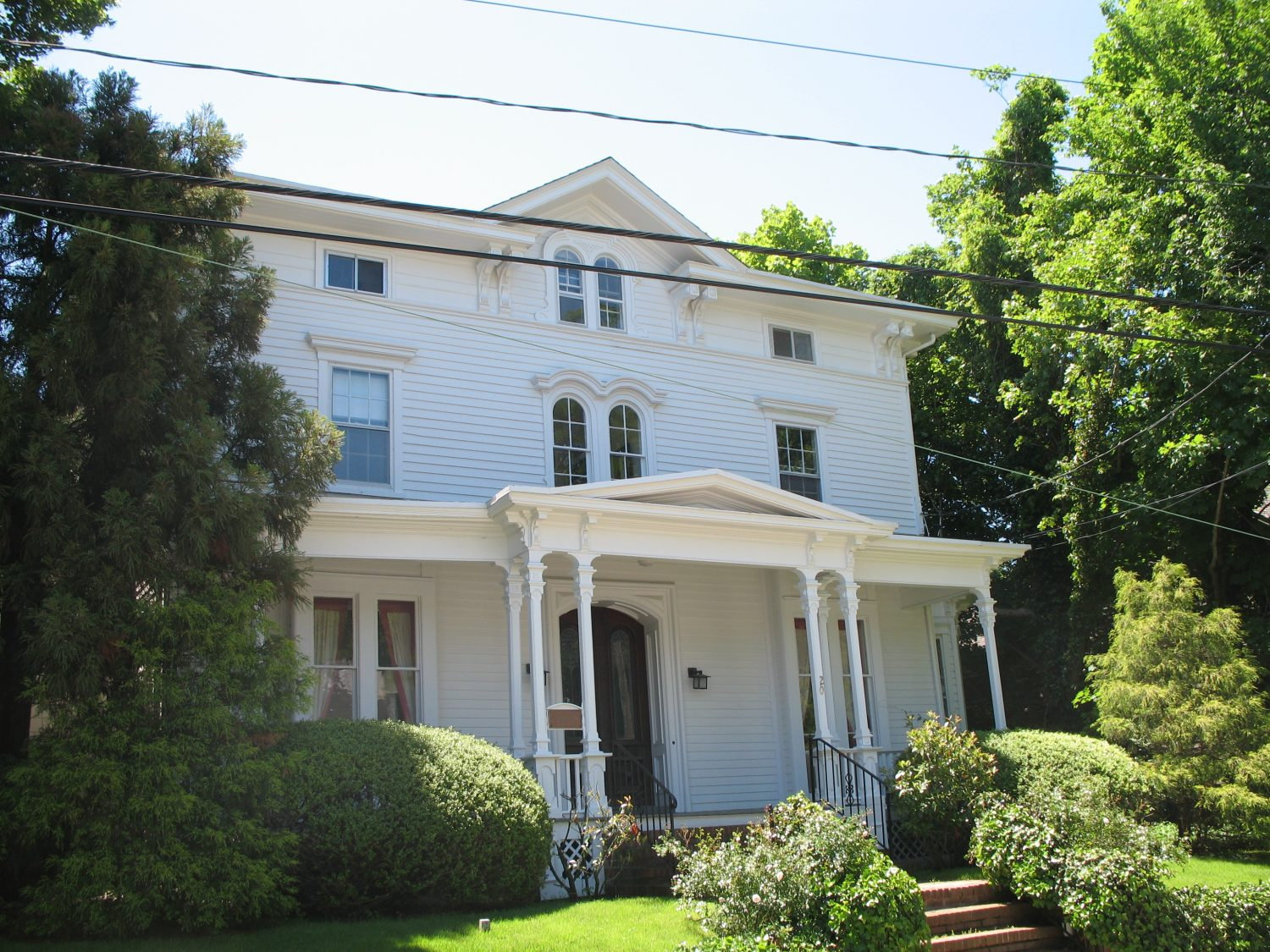
切斯特·艾伦·阿瑟总统的夏季房子

1707至1730年间开始有人在薩格港定居。最早带有薩格港的名称的提单源于1730年。有一种理论认为薩格港的名字来自于当地印第安人对香芋的称呼，这是当地最早送回往英国的作物。这样的命名在当地并不少见，纽约还有其它一些地方也是这样获得它们的名称的。
薩格港取代了8千米以东的西北港。西北港是当地国际航运和捕鲸业的开始，但是这个港太浅了。最重要的产品是用于燃灯的鲸油。因此薩格港可以说是一个重要的油港。
1789年薩格港的“商业吨位数比纽约市还要高”。它成为一个国际港口。
1777年5月23日在美國獨立戰爭期间美国袭击者袭击今天老墓地所在的山丘，杀了六人，俘虏了90名英国士兵。
1813年7月11日在1812年战争中英军攻击薩格港但是被击退。
1840年代薩格港的捕鲸业达到顶峰。在《白鯨記》里薩格港对此被提及。
现任佛蒙特州州长霍华德·迪恩的曾曾曾祖父就是一名捕鲸时丧身的船长。
这个时期的遗迹包括长老宗老捕鲸人教堂，其51米高的尖顶据说是1843年它建成时长岛最高的。1938年飓风时该尖顶倒塌。
薩格港捕鲸和历史博物馆位于一幢原来一名捕鲸商人的希腊复兴建筑中。当地的共济会会场位于建筑的二楼，于2008年庆祝其建会150年周年。博物馆对公众开放。
主要因为通过其它方法来生产煤油1847年捕鲸业崩溃。1859年在泰特斯维尔发现石油后捕鲸业最终结止。许多原来基于薩格港的船只去往旧金山，在加利福尼亞淘金潮被放弃。1871年最后一艘捕鲸船离开薩格港。
1843年11月9日墨卡托·庫珀从薩格港出发成为第一名到达东京湾的美国人，他船上的一名原奴隶是第一个到达日本的黑人。1853年库珀从薩格港出发成为第一名在东部南极洲登陆的人。
1870年长岛铁路的薩格港分支到达当地，今天其火车站是一座园艺商店。
第一次世界大战期间美国在村北半海里的港口内测试鱼雷，因此薩格港被使用水泥加固。铁路一直修到把鱼雷装到船上的码头。爱迪生也在这里观察过鱼雷测试。今天码头上的大多数建筑是那个时代建造的。今天潜水者在港口里偶尔还能找到没有装实弹的鱼雷。
当地有过一些工业，最后一个工厂是寶路華的，于1981年关闭。
作家約翰·史坦貝克从1955年到他1968年逝世住在薩格港。

## 地理
薩格港的地理位置为40°59′48″N 72°17′32″W / 40.99667°N 72.29222°W。
根据美国人口调查局的数据薩格港的面积为6.0平方千米，其中4.7平方千米是陆地面积、1.4平方千米是水域面积，占总面积的22.44%。

## 人口
根据2010年人口调出数据村内有2313名居民，分1120个户和583个家庭。人口密度为每平方千米519.2人。85.78%是白人、7.44%是非裔美国人、0.52%是美洲土著人、0.95%是亚裔美国人、2.72%是其他人种、2.59%是混血儿。西班牙裔或拉丁美洲裔的人占7.31%。
村上的1120个户里18.8%有18岁以下的未成年人、39.6%是结婚夫妇、9.4%是带孩子的单身妇女、47.9%不是家庭、40.7%是单身汉、18.4%有65岁以上的老年人。平均每户2.06人，家庭的平均大小为2.81人。
村民的年龄结构为16.5%在18岁以下、5.4%在18至24岁之间、25.4%在25至44岁之间、28.6%在45至64岁之间和24.2%在65岁以上。平均年龄为46岁。女子对男子的性别比为100：91.6。成年人的性别比为100：89.8。
村里每户的平均年收入为52,275美元，家庭的平均年收入为70,536美元。男子的平均年收入为41,181美元，女子的平均年收入为34,750美元。人均年收入为40,566美元。约1.8%的家庭和4.2%的人口生活在贫困线以下，其中包括1.9%的未成年人和3.8%的老年人。

## 报纸
1822年出版的是薩格港最早的正式的报纸。其出版商亨特从波士顿搬到薩格港。到1837年为止它是一份周报，到1859年为止它不完全每周出版。亨特死后他的两个儿子把它变成日报，但是这个方式不成功，因此它又改回成周报。后来它改名为。
1919年和《萨格港新闻》合并。后来这部合并的报纸被《薩格港快报》买下。从1920年代末开始《薩格港快报》成为当地唯一的报纸。
目前《萨格港快报》是村里唯一的报纸。塔共有十名职员和三名全职记者。

## 地形
萨格港的大部分地区位于长岛平坦的滨海地带上。在海岸线0.48千米处开始有小丘。小丘上大多数为红橡树，其中偶尔点缀有白松。在海岸上湿地和沙滩生态系统为主。

## 学校
萨格港有一座小学和一座中学。
村里还有一座学校2011年关闭。

## 自然和保护区
由于其周边地区的自然保护薩格港的动物相非常丰富。许多瀕危物種在薩格港生存，比如虎紋鈍口螈生活在村附近的湿地里。冰川回退的时候再村的南方留下了一系列水潭。除了村周边的三个保护地外在村内近年来收购的辣椒农场也是一个保护地。生活在这些保护地的哺乳动物包括白尾鹿、赤狐、东土狼、长尾黄鼠狼、貂、麝鼠、美洲旱獺、一些蝙蝠种、寬吻海豚和鼠海豚。北美水獺在倡导上已经灭绝，但是可能有八条最近从康乃狄克州移居到这里。许多两栖动物何爬行动物也在当地生活，其中包括暗斑钝口螈、虎紋鈍口螈、斑点钝口螈、箱龜、星點水龜、灰树蛙、绿红东美螈、缢缩游蛇、猪鼻蛇和糙鳞绿树蛇等等。

### 辣椒农场
这个保护区为大型动物如白尾鹿提供保护区。虽然它受保护，但是乱丢垃圾对它依然造成一个威胁。它包括沼泽、草地、桦木林、雪松林、沙地和滨海水域等多种生活环境，因此对生物多样性拥有非常重要的作用。

## 书籍
- Zaykowski, Dorothy Ingersoll. . Sag Harbor, N.Y.: Sag Harbor Historical Society. 1991. ISBN 0-8488-0899-1.